# Sven Thermænius
Sven Thermænius est un réalisateur et directeur de la photographie suédois. Il nait le 30 mars 1910 à Stockholm et meurt le 19 septembre 1971 à Skåne län.

## Filmographie
- 1933 : Chère famille (Kära släkten), de Gustaf Molander
- 1933 : Två man om en änka
- 1936 : Janssons frestelse
- 1936 : Bombi Bitt och jag
- 1936 : Alla tiders Karlsson
- 1937 : Bleka greven
- 1938 : Sol över Sverige
- 1938 : Du gamla du fria!
- 1939 : Vi på Solgläntan
- 1940 : Frestelse
- 1940 : Hanna i societén
- 1940 : Romans
- 1941 : Soliga Solberg
- 1941 : Snapphanar
- 1942 : Fallet Ingered Bremssen
- 1942 : En Äventyrare
- 1942 : Kvinnan tar befälet
- 1943 : Elvira Madigan
- 1943 : Livet på landet
- 1944 : Vi behöver varann
- 1944 : Stopp! Tänk på något annat
- 1944 : När seklet var ungt
- 1945 : Flickor i hamn
- 1945 : Idel ädel adel
- 1945 : Den Glade skräddaren
- 1946 : Jag älskar dig, argbigga
- 1947 : Dynamit
- 1947 : 91:an Karlssons permis
- 1948 : Kvarterets olycksfågel
- 1948 : Lilla Märta kommer tillbaka
- 1948 : Loffe som miljonär
- 1949 : Kronblom kommer till stan
- 1950 : När kärleken kom till byn
- 1950 : Kastrullresan
- 1951 : Påhittiga Johansson
- 1952 : Hård klang
- 1952 : För min heta ungdoms skull
- 1953 : Kärlekens bröd
- 1954 : Förtrollad vandring
- 1954 : Farlig frihet
- 1970 : Kyrkoherden